# Miniopterus minor
Miniopterus minor es una especie de murciélago de la familia Vespertilionidae.

## Distribución geográfica
Se encuentra en Angola Congo Santo Tomé y Príncipe República Democrática del Congo, Kenia y Tanzania.